# Parascaptor leucura
Genre
Espèce
Statut de conservation UICN

 LC  : Préoccupation mineure
Parascaptor leucura est une espèce de Mammifères de la famille des Talpidés (Talpidae) et la seule du genre monotypique Parascaptor. Il s'agit d'une taupe asiatique.

## Habitat et répartition

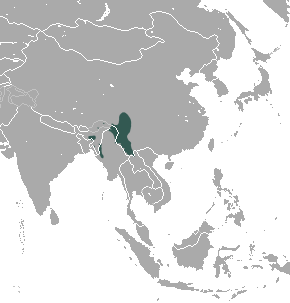
Carte de répartition en Asie.

Parascaptor leucura est un animal terrestre asiatique.
Cette taupe est présente au Bangladesh, en Chine, en Inde et en Birmanie.

## Classification
Cette espèce a été décrite pour la première fois en 1850 par le zoologistes britannique Edward Blyth (1810-1873) et c'est Theodore Nicholas Gill (1837-1914), ichtyologiste et malacologiste américain, qui a créé le genre Parascaptor en 1875.
Classification plus détaillée selon le Système d'information taxonomique intégré (SITI ou ITIS en anglais) :
 Règne : Animalia ; sous-règne : Bilateria ; infra-règne : Deuterostomia ; Embranchement : Chordata ; Sous-embranchement : Vertebrata ; infra-embranchement : Gnathostomata ; super-classe : Tetrapoda ; Classe : Mammalia ; Sous-classe : Theria ; infra-classe : Eutheria ; ordre : Soricomorpha ; famille des Talpidae ; sous-famille des Talpinae ; tribu des Talpini ; genre Parascaptor.
Traditionnellement, les espèces de la famille des Talpidae sont classées dans l'ordre des Insectivores (Insectivora), un regroupement qui est progressivement abandonné au XXIe siècle.